# Bo Krogvig
Bo Krogvig, född 4 maj 1952, är en svensk PR-konsult och företagsledare med bakgrund inom socialdemokraterna. Krogvig var 2016-2020 kommunikationsdirektör hos det statliga gruvföretaget LKAB och är sedan 2020 direktör för strategiska projekt.
Krogvig har arbetat som  pr-konsult och partistrateg samt är en av Sveriges mest erfarna politisk kampanjmakare, som har arbetat för Socialdemokraterna. Han ledde Socialdemokraternas valkampanj inför valet 2010, då Mona Sahlin var partiledare.
Krogvig är bosatt i Sundbybergs kommun och har arbetat för pr- och kommunikationsföretaget Springtime. Krogvig syns ofta under Almedalsveckan. Han är vice styrelseordförande i Stockholm Care AB samt ledamot i kommunfullmäktige i Upplands Väsby.
Från mitten av 1980-talet till mitten på 1990-talet var han kampanj- och informationschef hos Socialdemokraterna. Dessutom var han landstingsråd i Stockholms läns landsting mellan 1994 och 1996. Sedan dess har han varit konsult och delägare – först på Hemma annonsbyrå, sedan på Norna Kommunikation och på Springtime. I ungdomen var han aktiv i SSU. Han ställde upp i riksdagsvalen 1973, 1976, 1979, 1982 och 2006 men inte på valbar plats.